# Pałac w Orsku
Pałac w Orsku – położony we wsi Orsk (niem.  Urschkau) w Polsce,  w województwie dolnośląskim, w powiecie lubińskim, w gminie Rudna.

## Historia
Pałac zbudowany został w roku 1603 przez Hieronima Augustina von Caniz. Później kilkukrotnie przebudowywany, m.in. w 1824 na planie podkowy ze środkowym ryzalitem od frontu oraz w latach 60.-70. XIX wieku gdy otrzymał obecny wygląd.
Pałac po ostatniej przebudowie utrzymany był w stylu neoklasycyzmu szkoły berlińskiej końca XIX wieku.

## Stan obecny
Obiekt w ruinie jest częścią zespołu pałacowego, w skład którego wchodzi także park, ozdobny basen z kamienną cembrowiną poniżej skarpy pałacowej, aleja lipowa prowadząca do pałacu oraz pojedyncze drzewa pozostałe z alei kasztanowców wzdłuż dziedzińca folwarcznego. 
Zabudowania gospodarcze (czyli cały folwark) wraz z pałacem są własnością spółki Przedsiębiorstwo Produkcji Handlu i Usług PLON w Orsku. 